# しゅんげー!ベスト10
『しゅんげー！ベスト10』は、朝日放送で2007年6月1日［2日未明］のフリーチャンネル枠に放送されたお笑いバラエティ特別番組である。
「すんげー!Best10」の続編的存在であり、同番組に出演していたハスミマサオ（元プラスチックゴーゴー）が構成作家として携わっている。

## 概要
今最も「旬」の芸を「瞬」間の芸として披露する。

## ルール
- 制限時間は1分間でネタは何をやっても自由でOK。
- コンビやピンでもこの日限りのユニットでOK。
- 観客200人のうち、各1人ずつ5点満点で採点する。
  - 最高：1,000点、最低：0点
- ベスト10にランクが出たら、芸人がネタでオンエアを披露する。
- 50位から11位のネタはダイジェストでオンエアされ、その中の数組とMC二人とのトークがあった。

## 出演者

### MC
- ケンドーコバヤシ
- 小籔千豊

### ナレーション
- 喜多ゆかり（ABCアナウンサー）

## 主なランキング
- 第1位：ジャルジャル
- 第2位：ムーディ勝山&MC久保田
- 第3位：ストリーク
- 第4位：藤崎マーケット
- 第5位：西澤裕介（ダイアン）
- 第6位：スマイル
- 第7位：ギャロップ
- 第8位：西森洋一（モンスターエンジン）
- 第9位：GAG少年楽団
- 第10位：向清太朗（天津）
- 第11位：Z（小籔千豊）
- 第12位：代打屋・中川
- 第13位：下林朋央（ジャンクション）
- 第14位：ロッシー
- 第15位：川原克己（天竺鼠）
- 第16位：アメリカンポリス
- 第17位：チーム力道山（烏川耕一・中田はじめ）
- 第18位：須知軍曹
- 第19位：いがわゆり蚊
- 第20位：木村卓寛（天津）
- 第21位：鎌鼬
- 第22位：まいなすしこう
- 第23位：天竺鼠
- 第24位：津田篤宏（ダイアン）
- 第25位：兼光貴史（プラスマイナス）
- 第26位：勝山梶
- 第27位：土肥ポン太
- 第28位：和田友徳（ヘッドライト）
- 第29位：ツジカオルコ
- 第30位：橋本直（銀シャリ）
- 第31位：おしどり
- 第32位：DJ KELLY（ギャロップ・毛利）
- 第33位：中山功太
- 第34位：仙堂花歩
- 第35位：デンジャラス武智（マラドーナ・武智）
- 第36位：ザ・ツタンカーメンズ
- 第37位：男と女
- 第38位：山本奈臣実
- 第39位：鰻和弘（銀シャリ）
- 第40位：生江ミョウジ
- 第41位：金時
- 第42位：サンバルカン
- 第43位：アンジェラ
- 第44位：田中一彦（マラドーナ）
- 第45位：中田なおき
- 第46位：まむうしか
- 第47位：ファットボーズ
- 第48位：ルチャダテリブレ
- 第49位：ガリガリガリクソン
- 第50位：今別府直之

## スタッフ
- 構成：ハスミマサオ
- SW：林謙一郎
- CAM：脇阪祐司、山上朋子、猪上義浩、山本朱美
- C.A：足立秀美
- LD：上田和博（アーチェリープロダクション）
- MIX：山崎勝彦
- F.MIX：本城宣彰、角田康太
- PA：中村裕（サウンドスパイス）
- VE：三本菅彰
- 本編EED：平田正信（ABC）
- 素材EED：赤羽直樹、柳原正子
- MA・SE：田口雅敏
- ロゴ：小山健一郎（良質企画・侍）
- 番組宣伝：岡崎由記・多田香奈子（ABC）
- デスク：田村圭（ABC）
- 制作進行：奥久仁子、平尾優子、飯田恭大
- AD：佐藤真澄（ABC）
- ディレクター：鈴木洋平（ABC）、紺田啓介
- AP：塩田郁美・亀井俊徳（吉本興業）
- チーフディレクター：近藤真広（ABC）
- プロデューサー：岩城正良（ABC）、北畠秀昭（吉本興業）
- 編成チーフプロデューサー：板井昭浩（ABC）
- スタッフ協力：アイ・ティ・エス ／ トラッシュ、マウス、戯音工房、COQ、スタジオセルズ
- 制作協力：吉本興業
- 制作・著作：ABC